# NGC 2573B
NGC 2573B is een onregelmatig sterrenstelsel in het sterrenbeeld Octant. Het bevindt zich in de buurt van NGC 2573 en NGC 2573A.

## Sigma Octantis
NGC 2573B en NGC 2573A zijn de sterrenstelsels die, vanaf de aarde gezien, op een halve graad verwijderd zijn van de ster sigma Octantis. Deze ster fungeert als de poolster van de zuidelijke sterrenhemel, en kreeg de naam Polaris Australis.

## Synoniemen
- ESO 1-8
- AM 2240-892
- PGC 70533